# Igreja de Deus Sociedade Missionária Mundial
A Igreja de Deus Sociedade Missionária Mundial é um novo movimento religioso criada por Ahn Sahng-hong na Coreia do Sul em 1964.   A igreja acredita que ele (Senhor Ahn-Sahng-hong) É Cristo em sua Segunda Vinda e que Zahng Gil-jah é Deus Mãe.    Sua sede bem como sua igreja principal estão localizadas na cidade de Sungnam, província de Kyunggi, perto de Seul. 

## História
Ahn Sahng-hong fundou a Igreja de Deus na Coreia do Sul em 28 de abril de 1964.   Depois que morreu em fevereiro de 1985, um grupo de pessoas da Igreja de Deus, incluindo o homem Kim Joo-cheol e a mulher Zahng Gil-jah, mudou-se de Busan para Seul.    Em uma reunião em Seul em 2 de junho de 1985, eles proclamaram Zahng Gil-jah como a noiva de Deus e estabeleceram uma igreja chamada Igreja de Deus Testemunhas de Ahn Sahng-hong, liderada por Kim Joo-cheol e Zahng Gil-jah .   Duas novas doutrinas importantes foram codificadas:  
- Ahn Sahng-hong deveria ser considerado como Jesus Cristo que já havia vindo, deveria ser intitulado Cristo Ahn Sahng-hong, e de acordo com uma visão trinitária tradicional da hipóstase cristã, Ahn era, conseqüentemente, também O Espírito Santo, Deus Pai e, portanto, Deus. [14]
- Zahng Gil-jah deveria ser considerada como Deus Mãe, uma imagem feminina de Deus, ser intitulado Mãe Celestial, ou simplesmente Mãe, e junto com Ahn Sahng-hong ser considerado como Deus (para o qual a igreja comumente usa a palavra hebraica no plural: Elohim ). [15]

Uma mudança na prática religiosa, refletida na mudança do nome de "Testemunhas de Jesus" para "Testemunhas de Ahn Sahng-hong", foi que as orações não eram mais realizadas em nome de Jesus Cristo, mas em nome de Cristo Ahn Sahng-hong. 
Por volta de 1997, as Testemunhas da Igreja de Deus Ahn Sahng-hong estabeleceram uma organização sem fins lucrativos intitulada Igreja de Deus da Sociedade Missionária Mundial com o propósito de registrar e gerenciar os ativos da organização.  

## Crenças e práticas

### Idolatria

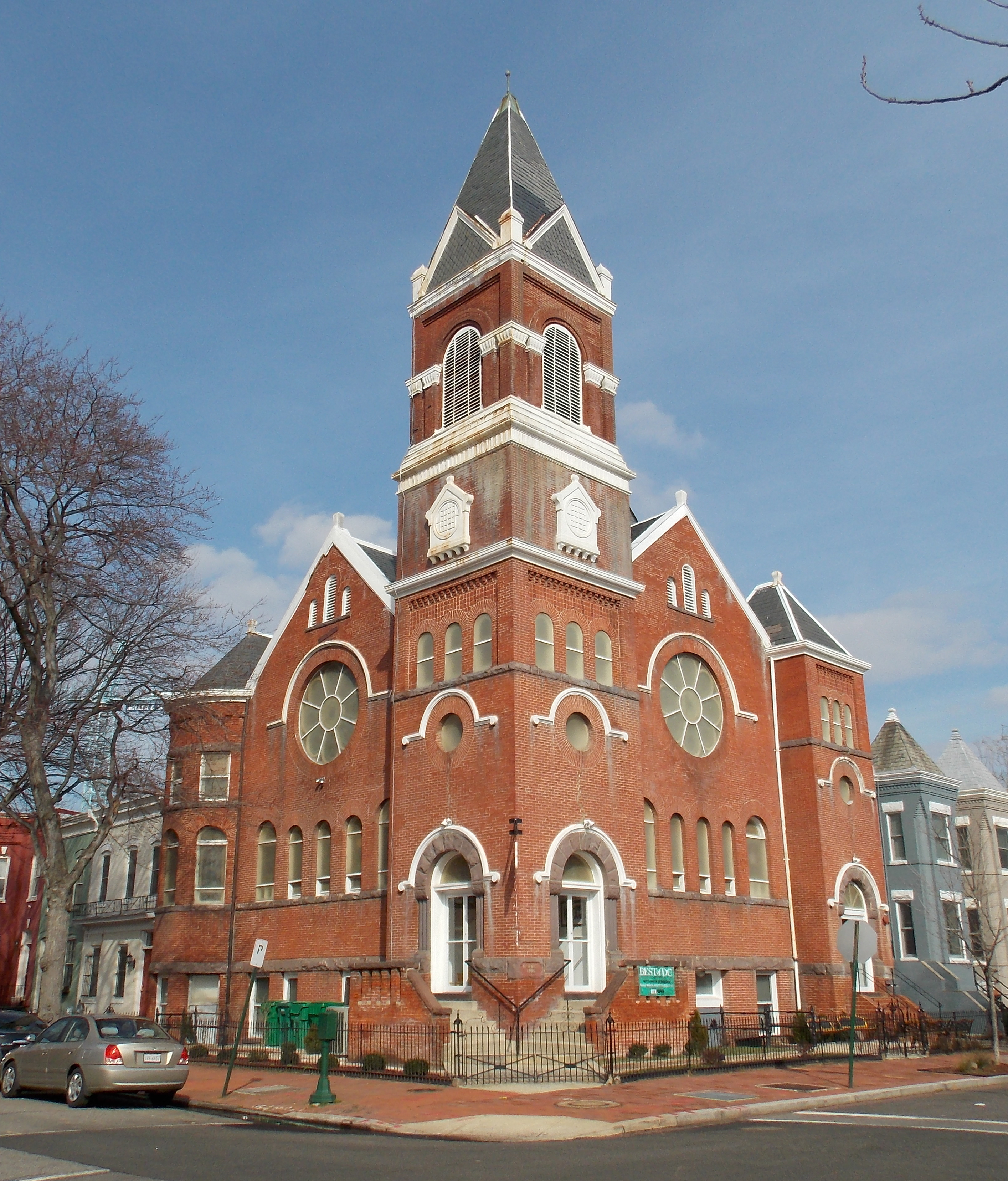
A Igreja substituiu os vitrais desta igreja de Washington DC por vidros transparentes.

De acordo com a interpretação da igreja de Exodus 20:4:, itens como cruzes e estátuas são considerados uma forma de idolatria e não são permitidos em seus templos.   A Igreja também remove todos os vitrais das igrejas, alegando que as imagens feitas dos vitrais seriam originadas na adoração do sol. 

### Evangelismo
Os membros viajam de casa em casa, em shopping e em universidades  para fazer conversões pela igreja.  Os críticos observam que os esforços de recrutamento do grupo podem ser muito agressivos e visar pessoas vulneráveis, especialmente aquelas que passam por dificuldades. Alguns alegaram que o grupo tem como alvo aqueles com maior acesso ao dinheiro. Estudantes universitários e veteranos que regressaram foram particularmente visados.   
Alguns recrutadores agressivos da igreja tem preocupado universidades, normalmente,  mulheres jovens parecem ser o seu alvo principal, fazendo conversão com a doutrina do "Deus Mãe" da igreja. Alguns desses recrutadores foram banidos de algumas universidades nos EUA por “invasão” ou conversão sem permissão.    

## Críticas e polêmica
A Igreja é um dos muitos movimentos religiosos de base controversos que surgiram rapidamente na Coreia do Sul durante a segunda metade do século XX.  Outros grupos incluem a Good News Mission (também conhecida como Missão Boas Novas ou Guwonpa) e a Igreja Shincheonji.  Estes grupos têm sido criticados por suas técnicas recrutamento que visam mulheres, estudantes universitários e minorias étnicas. 
Foram criticados publicamente, por alguns ex-membros e pesquisadores de seitas, por agir como uma seita, fazendo um controle incomum sobre seus membros, separando-os de familiares e amigos, e explorando-os excessivamente, ao mesmo tempo em que viola leis e evita transparência e responsabilização.    